# Cyphoryctis xylodoma
Cyphoryctis xylodoma är en fjärilsart som beskrevs av Edward Meyrick 1934. Cyphoryctis xylodoma ingår i släktet Cyphoryctis och familjen plattmalar. Inga underarter finns listade i Catalogue of Life.